# Щуклін Дель Григорович
Щуклі́н Дель Григо́рович (нар. 24 вересня 1939, селище Ува, Удмуртія — пом. ?) — радянський тренер з волейболу, заслужений тренер РРФСР (1978), заслужений робітник фізичної культури і спорту Удмуртії (1994), кавалер ордену «Знак Пошани» Росії.
Закінчив Центральну школу тренерів в Малаховці в 1962 році. Працював тренером спортивного клубу «Металіст».
Його учні — заслужений майстер спорту СРСР, срібний призер Олімпійських ігор Володимир Шкурихин, майстер спорту міжнародного класу С. Іванов, бронзовий призер чемпіонату світу серед молодіжних команд Ігор Наумов та майстер спорту В. Зайцев.
Станом на вересень 2014 року проводились турніри пам'яті Д. Щукліна з волейболу.